# Nyabiriba (vattendrag)
Nyabiriba är ett vattendrag i Burundi.   Det ligger i provinsen Ruyigi, i den centrala delen av landet, 90 km öster om huvudstaden Bujumbura.
Omgivningarna runt Nyabiriba är en mosaik av jordbruksmark och naturlig växtlighet. Runt Nyabiriba är det ganska tätbefolkat, med 185 invånare per kvadratkilometer.